# 小地图

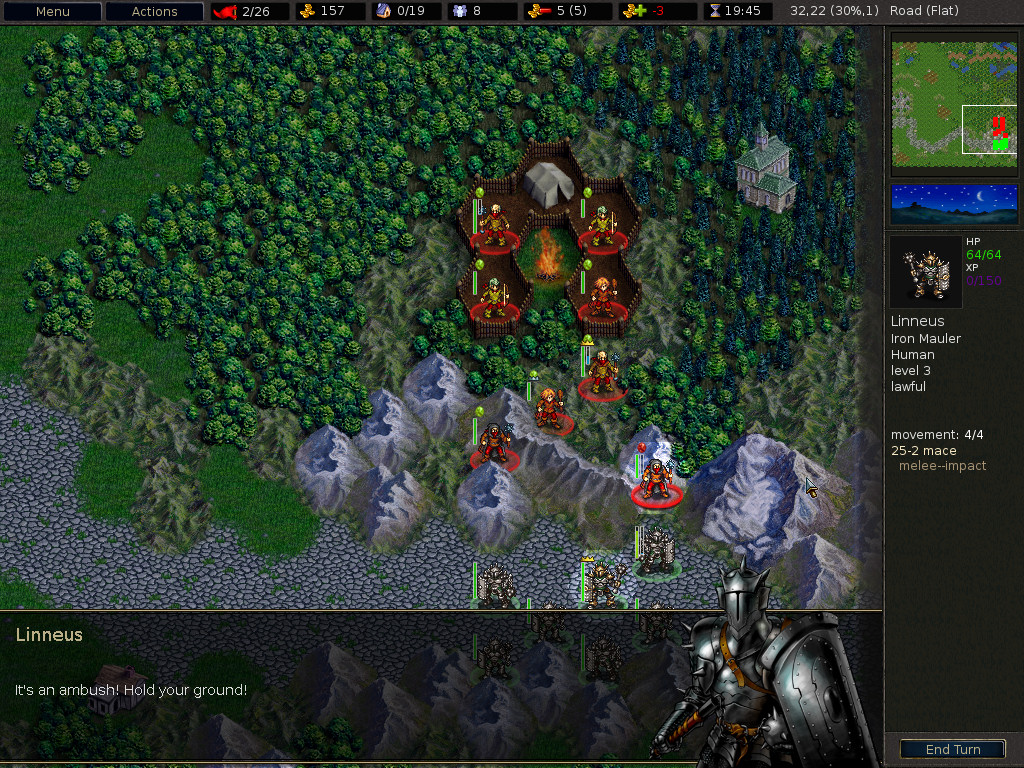
右上角是一个典型的游戏小地图

小地图（mini-map）是常置于电子游戏屏幕边角，辅助玩家确定他们在游戏世界中位置的地图。其通常只占据屏幕一小块位置，从而必须取舍哪些细节应该显示。小地图的元素一般因游戏类型而异，不过玩家角色、周围地形、盟军单位或结构、敌人、重要地点或道具都是一般显示的要素。因为小地图负责指示当前屏幕在整个游戏世界的位置，所以在即时战略游戏和MMORPG类型中非常常见。大多第一人称射击游戏也有一些版本或变体的小地图，通常显示实时的敌人。